# Józef Damse
Józef Damse (také Dampse, 26. ledna 1789 Sokołów – 15. prosince 1852 Rudno) byl polský hudební skladatel.
Damse pracoval jako klarinetista a komponista ve Varšavě. Složil několik oper a melodramat, dva balety, dvě mše, tance a písně.

## Dílo
- Wesele krakowskie w Ojcowie, balet, 1823
- Zoko, malpa brazylijska, melodram, 1828
- Trzydziesci lat czyli Zycie szulera, melodram, 1828
- Werter czyli Oblakanie czulego serca, melodram, 1830
- Zamek Kenilworth, melodram, 1832
- Oblubienica z Lammermooru, melodram, 1832
- Jest temu lat szesnascie, melodram, 1833
- Mina czyli Córka burmistrza, komická opera, 1837
- Nowy Rok, komická opera, 1837
- Mleczna siostra czyli Primadonna, 1837
- Lucja czyli Pamiatka, komická opera, 1838
- Biedny rybak nad brzegami Sekwany, komická opera, 1839
- Pulkownik z 1769 roku, komická opera, 1839
- Ojciec debiutantki, 1840
- Pamietniki szatana, komická opera, 1842
- Kontrabandzista, opera, 1844
- Diabelek kulawy czyli Klopoty opieki, balet, 1846